# Banwell
Banwell är en ort och civil parish i Storbritannien.   Den ligger i kommunen North Somerset och riksdelen England, i den södra delen av landet, 190 km väster om huvudstaden London. Banwell ligger 13 meter över havet och antalet invånare är 2 043.
Terrängen runt Banwell är platt åt nordväst, men åt sydost är den kuperad. Runt Banwell är det ganska tätbefolkat, med 179 invånare per kvadratkilometer. Närmaste större samhälle är Weston-super-Mare, 7,7 km väster om Banwell. Trakten runt Banwell består till största delen av jordbruksmark.